# Liste des épisodes de Futurama
Cet article présente la liste des épisodes de la série télévisée d'animation américaine Futurama.
Note : Les épisodes sont présentés dans leur ordre de production aux États-Unis (qui est l'ordre officiel et commercial pour les DVD notamment) et non dans leur ordre de diffusion et de découpe en France.

## Première saison (1999)
1. Spaciopilote 3000 (Space Pilot 3000)
2. La série débarque (The Series has Landed)
3. Le Colocataire (I, Roommate)
4. Victime de l’amour, perdue dans l’espace (Love’s Labors Lost in Space)
5. Terreur sur la planète robot (Fear of a Bot Planet)
6. Cinquante Millions de dollars d’anchois (A Fishful of Dollars)
7. Trois Soleils (My Three Suns)
8. Un gros tas d’ordures (A Big Piece of Garbage)
9. L'Enfer, c'est les autres robots (Hell is Other Robots)

## Deuxième saison (1999-2000)
1. Sentiments partagés (I Second That Emotion)
2. La Déchéance de Brannigan (Brannigan, Begin Again)
3. Fortes Têtes (A Head in the Polls)
4. Conte de Noël (Xmas Story)
5. C’est si dur d’être un crustacé amoureux (Why Must I Be a Crustacean in Love?)
6. Le Moins Pire des deux (The Lesser of Two Evils)
7. La Tête sur l'épaule (Put Your Head on my Shoulders)
8. Raging Bender (Raging Bender)
9. Le Mariage de Leela (A Bicyclops Built for Two)
10. Le Clone de Farnsworth (A Clone of My Own)
11. L’Inspectrice de l’administration centrale (How Hermes Requisitioned His Groove Back)
12. Le Sud profond (The Deep South)
13. Bender s’affranchit (Bender Gets Made)
14. Fête des mères (Mother's Day)
15. Délicieux Enfants (The Problem with Popplers)
16. Histoires formidables I (Anthology of Interest I)
17. La Guerre c'est l’enfer (War Is the H-Word)
18. La Voiture-Garoute (The Honking)
19. La Femme cryonique (The Cryonic Woman)

## Troisième saison (2001-2002)
1. Amazones amoureuses (Amazon Women in the Mood)
2. Parasites perdus (Parasites Lost)
3. Le Conte des deux pères Noël (A Tale of Two Santas)
4. Le Trèfle à sept feuilles (The Luck of the Fryrish)
5. L’Évadé de Glace-Catraz (The Birdbot of Ice-Catraz)
6. Bender est amoureux (Bendless Love)
7. Le jour où la Terre devint stupide (The Day the Earth Stood Stupid)
8. Zoidberg à Hollywood (That’s Lobstertainment!)
9. Les Orphelins (The Cyber House Rules)
10. Les Buggalos en vadrouille (Where the Buggalo Roam)
11. Vol au-dessus d’un nid de robots (Insane in the Mainframe)
12. La Livraison du plus fort (The Route of all Evil)
13. Bender casse la baraque (Bendin' in the Wind)
14. Les Dérapages du temps (Time Keeps on Slippin')
15. Je sors avec un robot (I Dated a Robot)
16. Leela a la tête dure (A Leela of Her Own)
17. Un pharaon inoubliable (A Pharaoh to Remember)
18. Histoires formidables II (Anthology of Interest II)
19. Tout se termine bien à Roswell (Roswell That Ends Well)
20. Les affranchis de Dieu (Godfellas)
21. Les actions du futur (Future Stock)
22. Le Chef de fer à 30 % (The 30% Iron Chef)

## Quatrième saison (2002-2003)
1. Kif et le Polichinelle dans le tiroir (Kif Gets Knocked Up a Notch)
2. Retrouvailles (Leela’s Homeworld)
3. Un amour de vaisseau (Love and Rocket)
4. Astéroïque (Less Than Hero)
5. Le Goût de la liberté (A Taste of Freedom)
6. Censurez Bender (Bender Should Not Be Allowed on TV)
7. Ceux qui m'aiment prendront le chien (Jurassic Bark)
8. Gaz à tous les étages (Crimes of the Hot)
9. Un sacré coup de jeune (Teenage Mutant Leela’s Hurdles)
10. Fry : Le Pourquoi du comment (The Why of Fry)
11. Là où aucun fan n'est jamais allé (Where No Fan Has Gone Before)
12. Le Dard (The Sting)
13. L'homme est une femme formidable (Bend Her)
14. Obsoletely Fabulous (Obsoletely Fabulous)
15. Le Bon, la Boîte et l'Ahuri (The Farnsworth Parabox)
16. La Cagnotte de la soie (Three Hundred Big Boys)
17. La Trompe humaine (Spanish Fry)
18. La Main du Diable dans la culotte d'un Zouave (The Devil’s Hands Are Idle Playthings)

## Cinquième saison / Les 4 films (2007-2009)
1. La Grande Aventure de Bender (Bender's Big Score)
2. Le Monstre au milliard de tentacules (The Beast with a Billion Backs)
3. Prenez garde au seigneur des robots ! (Bender's Game)
4. Vous prendrez bien un dernier vert ? (Into the Wild Green Yonder)

### Adaptés à la télévision sous forme d'épisodes
1. La Grande Aventure de Bender, première partie (Bender's Big Score: Part One)
2. La Grande Aventure de Bender, deuxième partie (Bender's Big Score: Part Two)
3. La Grande Aventure de Bender, troisième partie (Bender's Big Score: Part Three)
4. La Grande Aventure de Bender, quatrième partie (Bender's Big Score: Part Four)
5. Le Monstre au milliard de tentacules, première partie (The Beast with a Billion Backs: Part One)
6. Le Monstre au milliard de tentacules, deuxième partie (The Beast with a Billion Backs: Part Two)
7. Le Monstre au milliard de tentacules, troisième partie (The Beast with a Billion Backs: Part Three)
8. Le Monstre au milliard de tentacules, quatrième partie (The Beast with a Billion Backs: Part Four)
9. Prenez garde au seigneur des robots ! Première partie (Bender's Game: Part One)
10. Prenez garde au seigneur des robots ! Deuxième partie (Bender's Game: Part Two)
11. Prenez garde au seigneur des robots ! Troisième partie (Bender's Game: Part Three)
12. Prenez garde au seigneur des robots ! Quatrième partie (Bender's Game: Part Four)
13. Vous prendrez bien un dernier vert ? Première partie (Into the Wild Green Yonder: Part One)
14. Vous prendrez bien un dernier vert ? Deuxième partie (Into the Wild Green Yonder: Part Two)
15. Vous prendrez bien un dernier vert ? Troisième partie (Into the Wild Green Yonder: Part Three)
16. Vous prendrez bien un dernier vert ? Quatrième partie (Into the Wild Green Yonder: Part Four)

## Sixième saison (2010-2011)
La chaine américaine Comedy Central qui a racheté les droits de Futurama lors de son annulation, a diffusé les 4 saisons déjà existantes mais aussi les 4 films sous formes d'épisodes. Ainsi, devant le succès de ces rediffusions, la chaîne a décidé de renouveler la série pour une sixième saison avec une commande de « 26 épisodes » au format habituel de 22 minutes, étalés en 2 parties. David X. Cohen a confirmé que cette sixième saison est en 2 parties. Elle a été diffusée du 24 juin 2010 au 2 septembre 2010 (pour les 12 premiers épisodes, le treizième, étant un épisode spécial, a été diffusé le 1er septembre 2011) puis du 14 juillet 2011 au 8 septembre 2011 (pour les 13 épisodes restants). En France, la saison 5 et 6 sont réunis dans un seul et même coffret lors de la sortie en DVD. Il est à ce jour impossible de trouver les deux saisons individuellement.

### Première partie (2010-2011)
1. Renaissance (Rebirth)
2. Innocence perdue (In-A-Gadda-Da-Leela)
3. L'Attaque des portables (Attack of the Killer App)
4. Mariages interdits (Proposition Infinity)
5. Sciences idiotes (The Duh-Vinci Code)
6. Inspection mortelle (Lethal Inspection)
7. Retour vers les futurs (The Late Philip J. Fry)
8. Les Chats savants (That Darn Katz!)
9. Origines mécaniques (A Clockwork Origin)
10. Le Prisonnier de Benda (The Prisoner of Benda)
11. Dddifférences innnsurmontables (Lrrreconcilable Ndndifferences)
12. Les Mutants révoltants (The Mutants Are Revolting)
13. L'Épisode incroyable (The Futurama Holiday Spectacular)

### Deuxième partie (2011)
1. La Guerre des sexes (Neutopia)
2. Benderama (Benderama)
3. Un fantôme dans les machines (Ghost in the Machines)
4. La Loi et l'Oracle (Law and Oracle)
5. Le Silence des robots (The Silence of the Clamps)
6. Leela raconte des histoires (Yo Leela Leela)
7. Les Têtes des présidents (All the Presidents' Heads)
8. Obsession (Möbius Dick)
9. On ne fait pas d'omelette sans casser des œufs (Fry Am the Egg Man)
10. La Pointe de Zoidberg (The Tip of the Zoidberg)
11. Le Concours de la NASA (Cold Warriors)
12. Optimisanthrope (Overclockwise)
13. Réincarnations (Reincarnation)

## Septième saison (2012-2013)
Le 24 mars 2011, la chaîne Comedy Central a renouvelé la série pour une septième saison de « 26 épisodes » qui s'étalera aussi en 2 parties pour une diffusion en 2012 et 2013 sur cette même chaîne.
Les treize premiers épisodes ont été diffusés du 20 juin 2012 au 29 août 2012 et les treize restants le sont depuis juin 2013 sur cette même chaîne. Contrairement à la saison 5 et 6, le coffret DVD de la saison 7 est sorti individuellement le 5 mars 2014 pour la première partie et le 4 mars 2015 pour la deuxième partie.

### Première partie (2012)
1. Paternité robot-rative (The Bots and the Bees)
2. Des mains tendues à bras raccourcis (A Farewell to Arms)
3. Retour vers 3012 (Decision 3012)
4. L'affaire est dans le sac (The Thief of Baghead)
5. Zappy End (Zapp Dingbat)
6. L'Effet papillon (The Butterjunk Effect)
7. Le rasta qui valait trois milliards (The Six Million Dollar Mon)
8. La Saucisse de Bender (Fun on a Bun)
9. Very Bad Trip (Free Will Hunting)
10. Il était une fois Farnsworth… (Near-Death Wish)
11. Chasseur mais pas trop (31st Century Fox)
12. Viva Mars Vegas (Viva Mars Vegas)
13. Naturama (Naturama)

### Deuxième partie (2013)
1. Un monde en 2D (2-D Blacktop)
2. Le Fry et Leela Show (Fry and Leela's Big Fling)
3. T., l'extra terrestre (T.: The Terrestrial)
4. Folk en stock (Forty Percent Leadbelly)
5. La Torche inhumaine (The Inhuman Torch)
6. Futurama et ses amis (Saturday Morning Fun Pit)
7. Résurrection (Calculon 2.0)
8. Un seul cul vous manque (Assie Come Home)
9. Leela et le Haricot géant (Leela and the Genestalk)
10. On connaît la chanson (Game of Tones)
11. Question de confiance (Murder on the Planet Express)
12. Puanteur et Deca-danse (Stench and Stenchibility) [Une erreur de doublage nomme Zoidberg en Bender]
13. En attendant… (Meanwhile)

## Huitième saison (2023-2024)
En février 2022, Hulu renouvelle la série pour une saison de 20 épisodes en 2 parties, après 10 ans d'absence. Le 18 mai 2023, la diffusion de la première partie est annoncée : du 24 juillet 2023 au 25 septembre 2023. Elle est également diffusée en VF sur Disney+ pour les personnes ayant accès à l'espace Star (la section pour public averti[C'est-à-dire ?]). La deuxième partie est diffusée du 29 juillet 2024 au 30 septembre 2024.

### Première partie (2023)
1. Streaming impossible (The Impossible Stream)
2. Les Enfants des marais (Children of a Lesser Bog)
3. Comme au temps du Far West (How the West Was 1010001)
4. En vers et contre tous (Parasites Regained)
5. La Mère de l'univers (Related to Items You've Viewed)
6. Souviens-toi Noël prochain… (I Know What You Did Last Christmas)
7. Non aux vaccins ! (Rage Against the Vaccine)
8. Stage de sensibilisation (Zapp Gets Cancelled)
9. Le Prince et le Produit (The Prince and the Product)
10. Simulation (All the Way Down)

### Deuxième partie (2024)
1. Le Seul Amigo (The One Amigo)
2. Jeux mortels (Quids Game)
3. L'Intérimaire (The Temp)
4. Le Beau et l'Insecte (Beauty and the Bug)
5. L’un est en silicone et l’autre en or (One Is Silicon and the Other Gold)
6. L’attaque des fringues (Attack of the Clothes)
7. Planète Espresso (Planet Espresso)
8. Trop mignons (Cuteness Overlord)
9. Le Mystère de Futurama (The Futurama Mystery Liberry)
10. Du déjà-vu (Otherwise)

## Neuvième saison (2025-...)
En novembre 2023, Hulu renouvelle une nouvelle fois la série pour une saison de 20 épisodes en 2 parties. La diffusion de la 1er partie de 10 épisodes est prévue le 15 septembre 2025 en intégralité .

### Première partie (2025)
1. Titre français inconnu (Destroy Tall Monsters)
2. Titre français inconnu (The World is Hot Enough)
3. Titre français inconnu (Fifty Shades of Green)
4. Titre français inconnu (The Numberland Gap)
5. Titre français inconnu (Scared Screenless)
6. Titre français inconnu (Wicked Human)